# Expresso Tiradentes
Expresso Tiradentes é o BRT de São Paulo. É um sistema de transporte de média capacidade cuja construção teve início em meados de 1997, como obra eleitoral do prefeito Celso Pitta, sob o nome de Fura-Fila. Durante a gestão de Marta Suplicy, em março de 2002, seu nome foi alterado para Paulistão. Ao fim de 10 anos, teve o primeiro trecho entregue apenas em 2007, pelo prefeito Gilberto Kassab.
Atualmente, ele liga o bairro do Sacomã ao Parque Dom Pedro II, fazendo integração com outras formas de transporte.
Há duas linhas em operação: Sacomã - Terminal Mercado e Vila Prudente - Terminal Mercado, que se sobrepõem na maior parte de seu percurso. Embora constem em seu percurso estações do Metrô, a transferência entre as linhas não é gratuita, ocasionando baixa procura por parte da população.

## História
Por quase dez anos, o projeto do VLP de São Paulo vinha sendo adiado, e por todos esses anos, seu projeto original se alterava de tal forma que o atual Expresso Tiradentes perdia praticamente todas as características de um VLP verdadeiro.
Com o anúncio do convênio entre a Prefeitura de São Paulo e o Governo do Estado, o trecho compreendido entre Vila Prudente e Cidade Tiradentes seria um VLT.
Também, segundo o convênio, há mudança do controle da linha, passando a ser controlada no trecho Vila Prudente - Cidade Tiradentes pela Companhia do Metropolitano de São Paulo. Em setembro de 2010, a empresa canadense Bombardier venceu a licitação para as obras da nova parte.
Posteriormente, parte do projeto foi substituído por um monotrilho, que é atualmente a Linha 15 do Metrô de São Paulo.

### Fura-Fila

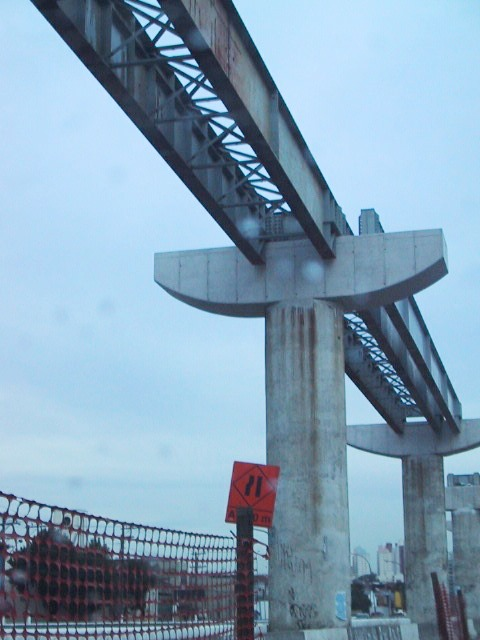
Trecho do corredor em obras, 2003.

Idealizado em meados de 1995 pelo então prefeito Paulo Maluf só teve suas obras iniciadas em meados de 1998 após o projeto ter garantido a eleição do candidato Celso Pitta.
Eram previstas as seguintes linhas: Parque Dom Pedro II-Sacomã, Parque Dom Pedro II-São Mateus, Parque Dom Pedro II-Parque Novo Mundo, Parque Dom Pedro II-Terminal Aricanduva (via Radial Leste), Parque Dom Pedro II (via Avenida Celso Garcia), Sacomã-Pinheiros, Terminal Bandeira-Cidade Dutra e uma linha ligando Pinheiros a São Mateus passando pela Zona Norte.
No entanto, apenas a linha Parque Dom Pedro II-Sacomã foi construída.
No projeto original, os veículos seriam articulados e alimentados por cabos suspensos. No ano de 2000 este veículo operou experimentalmente no trecho sobre o tampão do Tamanduateí por um período de quatro meses.
No final de 2000 teve suas obras, que já se arrastavam, e a operação experimental suspensas por falta de verbas e vontade política.
No final de sua administração Celso Pitta deixou como herança o trecho sobre o tampão do Tamanduateí semi acabado com as estações nem ao menos iniciadas, do trecho elevado, somente os pilares de sustentação saindo do solo e, nos terminais, Sacomã e Parque Dom Pedro II áreas totalmente degradadas.

### Paulistão
Rebatizado com este nome em meados de 2002, após o início do mandato da então prefeita Marta Suplicy, teve alterações em seu projeto original descartando o estudos das demais linhas, mantendo somente a Linha 1, que ligaria os bairros do Sacomã ao Parque Dom Pedro II e a Linha 2, que se estenderia do Parque Dom Pedro II até a Vila Prudente e São Mateus.
Sobre os veículos também houve alterações, pois durante o mandato de Marta Suplicy foi tomada a decisão de substituir todos os Trólebus, veículos alimentados por cabos suspensos, por veículos híbridos mais modernos que cortariam os custos com energia e manutenção da rede de alimentação aérea. Por este motivo, foi adotado um veículo híbrido e articulado para o novo "Paulistão".
Suas obras só foram reiniciadas em 2002, com o início da construção do Terminal Sacomã e da via elevada.
Logo no final de 2003, com um total de gastos já nos seiscentos milhões de Reais somados pelas duas gestões, tiveram suas obras paralisadas por alegada falta de verbas.

### Expresso Tiradentes
Após considerações que chegaram a levar em conta a demolição de toda a estrutura existente até então, a administração do então prefeito José Serra optou por adaptar toda a estrutura abandonada do VLP de São Paulo para implantação de um novo corredor de ônibus (BRT) ligando o Parque Dom Pedro II aos bairros do Sacomã e Cidade Tiradentes. 

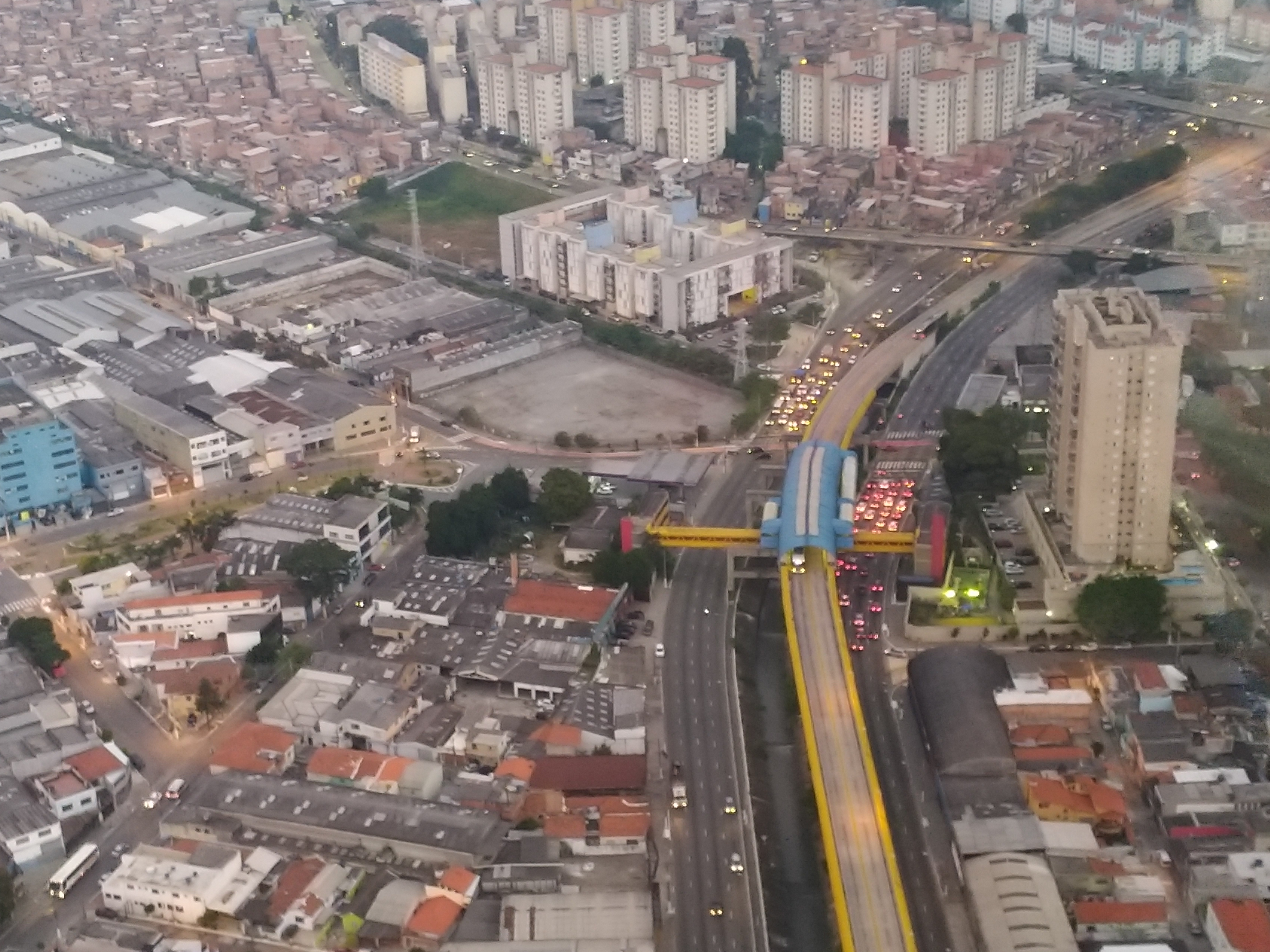
Estação Rua do Grito, exemplo de estação em nível elevado do Expresso Tiradentes

O sistema seria composto por duas linhas. A Linha 1, ligando o Parque Dom Pedro II ao Sacomã, faria uso de toda a antiga estrutura do VLT de São Paulo incluindo os projetos de estações, com algumas alterações, assim como a criação de pontos de ultrapassagem. A Linha 2, ligando o Parque Dom Pedro II a Cidade Tiradentes, aproveitaria o projeto para a segunda linha do Paulistão, de Parque Dom Pedro II a São Mateus com uma extensão até o bairro de Cidade Tiradentes. A entrega da obra completa estava inicialmente prevista para 2008, o que não ocorreu. Entretanto, em março de 2007, dez anos após o início das obras, o primeiro trecho, de 8,5 km de extensão, foi finalmente entregue à população.
Uma curiosidade é que na ocasião a prefeitura havia programado o evento para o dia 8 de março, mas chegou a anunciar que iria alterar para o dia seguinte, devido à visita do então presidente dos EUA George W. Bush à cidade de São Paulo. No entanto, a administração municipal optou por abrir o novo corredor na data anteriormente divulgada (8 de março de 2007).
A inauguração do Expresso Tiradentes ocasionou na região a reordenação ou mesmo extinção de diversas linhas de ônibus, o que motivou a reclamação por parte de muitos usuários, especialmente pela eliminação das antigas ligações dos bairros ou do ABC ao centro de São Paulo.
Após isso, problemas com irregularidades nas licitações e até um incidente em 31 de março de 2008, que paralisou temporariamente as obras, continuaram a atrasar o cronograma de finalização do empreendimento e colocaram em dúvida as novas datas previsão de entrega final do projeto.
Em 28 de abril de 2009, o prefeito Gilberto Kassab e o governador José Serra anunciaram convênio para alterar parte do projeto, passando então a chamar-se Linha 15 do Metrô de São Paulo. O custo do projeto era estimado em R$ 2,3 bilhões.

## Percurso

### Trecho Mercado ↔ Sacomã

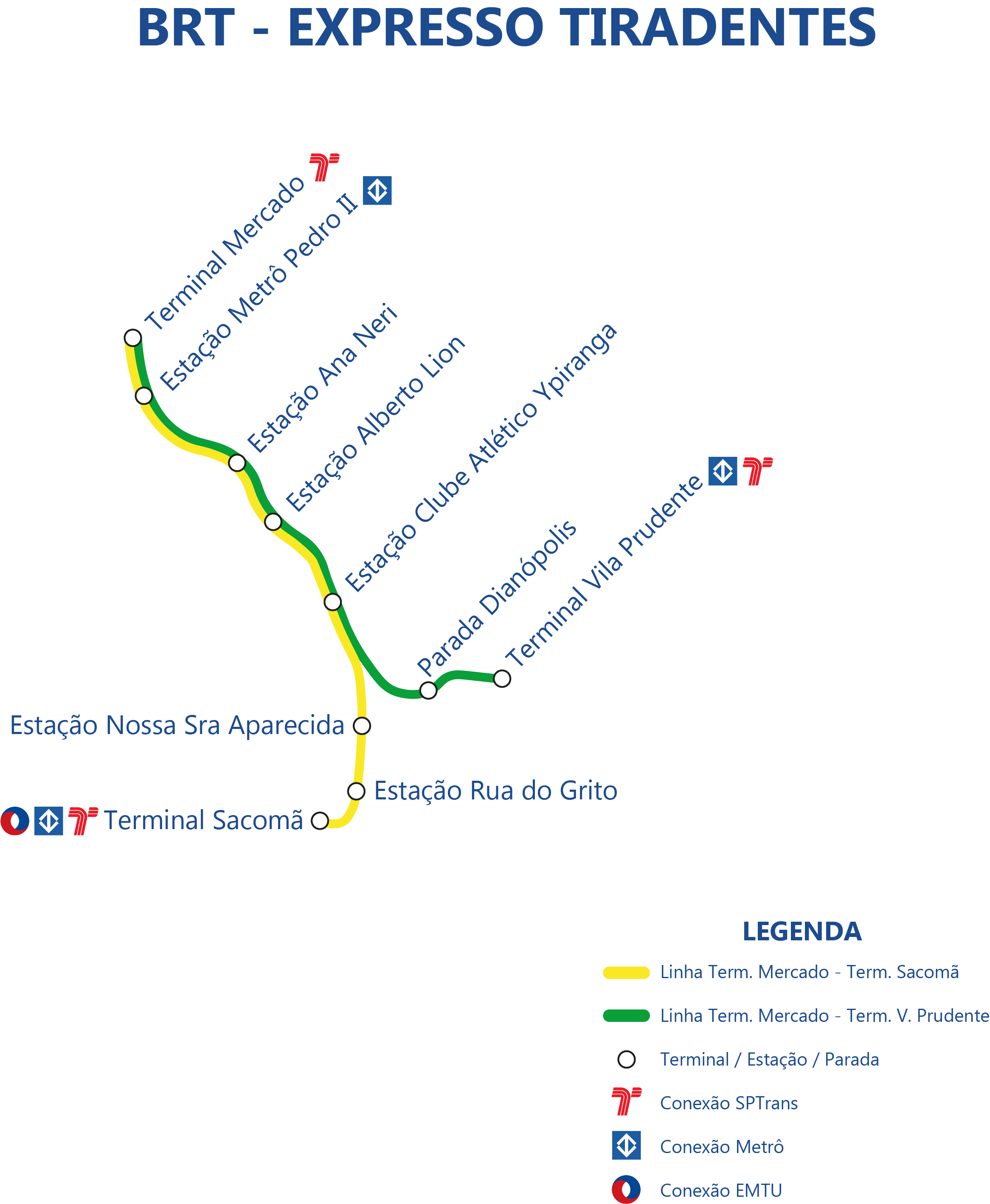
Mapa do Expresso Tiradentes

Formado por todo percurso que seria do VLP de São Paulo, esta linha conta com 6 estações e 2 terminais. A linha é formada por 5 km de via elevada e 3 km de via de sobre o solo. Sua inauguração comercial ocorreu no dia 8 de março de 2007.
No Primeiro trecho, formado pelo trecho inacabado do VLP de São Paulo sobre o tampão do Tamanduateí ele faz parte da Expresso Tiradentes. Ele possui 3 km de extensão e é formado por duas estações.
Este trecho conta com a integração com o Terminal Pq. Dom Pedro no Terminal Mercado. Na estação do Metrô Pedro II, há interligação paga com a Linha 3 do Metrô.
Já no segundo trecho, percorre a via elevada do antigo VLP de São Paulo seguindo a margem esquerda do rio Tamanduateí até a Av. das Juntas Provisórias em direção do terminal Sacomã/ Vereador Oswaldo Gianotti. Ele conta com uma via elevada de 5 km e possui quatro estações em seu percurso.
No final desse trecho, se localiza o Terminal Sacomã/Vereador Oswaldo Gianotti, onde possui interligação paga com o sistema municipal e intermunicipal de ônibus através dos cartões do Bilhete Único e BOM, e com a estação Sacomã da Linha 2 do Metrô. Esse trecho é atendido pelas linhas 5105/10, 5109/10, 5110/10, 5110/21, 5110/22 e 5110/23 (com exceção da 5105/10, as outras atendem esse trecho a partir ou até a estação Clube Atlético Ypiranga).

#### Estações da Linha 5105/10
Letreiro Ida: (Terminal Mercado/) Terminal Sacomã.
Letreiro Volta: (Terminal Sacomã/) Terminal Mercado.
| Sigla | Estação                      | Comentários |
| ----- | ---------------------------- | --- |
| MRC   | Mercado                      | Integração gratuita (Bilhete único) com a rede de ônibus municipais.                                                                                     |
| PDS   | Metrô Pedro II               | Integração paga com a Linha 3 do Metrô. |
| LGM   | Luís Gama                    | Em estudo. |
| ANN   | Ana Neri                     | |
| ABL   | Alberto Lion                 | |
| CIB   | Cipriano Barata              | Em estudo. |
| CAY   | Clube Atlético Ypiranga      | |
| IPG   | Ipiranga                     | Em estudo, futura integração com a Linha 10 do Trem Metropolitano de São Paulo e com a Linha 15 do Metrô de São Paulo.                                   |
| GNL   | Nossa Senhora Aparecida      | |
| RGR   | Rua do Grito                 | |
| SAC   | Sacomã/Ver. Osvaldo Gianotti | Integração gratuita com a rede de ônibus municipais (Bilhete único), paga com a rede de ônibus intermunicipais e integração paga com a Linha 2 do Metrô. |

- Observação.:
- Por preços de 14 de janeiro de 2024 a integração paga é a seguinte: R$ 8,20 (R$ 4,40 pelo Expresso Tiradentes + R$ 3,80 pela integração). [14]

### Trecho Mercado ↔ Vila Prudente

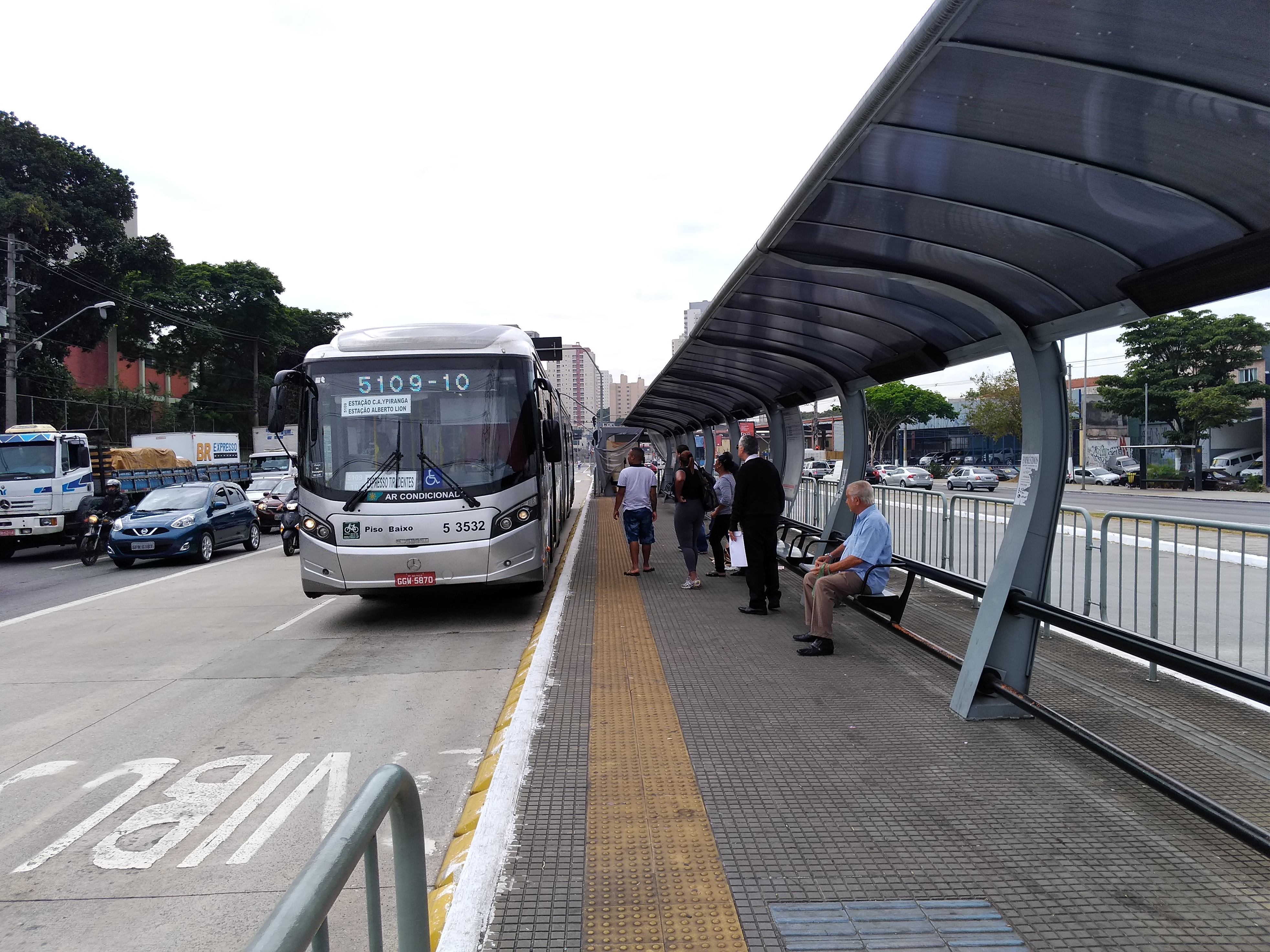
Parada Dianópolis

Idealizado a partir do antigo projeto da segunda linha do Paulistão, é formado a partir a bifurcação da via elevada na altura da Rua das Juntas Provisórias e a Avenida do Estado até a Avenida Professor Luís Inácio de Anhaia Melo seguindo até o Terminal Vila Prudente. Foi entregue em 11 de março de 2009, ligando somente até o Terminal Vl. Prudente a partir da Estação C.A.Ypiranga, com parada apenas na Estação Dianópolis. Este trecho é atendido pelas linha 5109/10, 5110/10, 5110/21, 5110/22 e 5110/23 (as últimas três apenas nos horários de pico).
Estações das Linhas 5109/10, 5110/10, 5110/21, 5110/22 e 5110/23
Letreiro ida: (Terminal Mercado) Letreiro volta: (Terminal Vila Prudente) (Terminal São Mateus).

Ônibus da Linha 5109 estacionado no Terminal Vila Prudente Sul

| Sigla | Estação                | Comentários |
| ----- | ---------------------- | --- |
| ---   | Terminal Mercado       | Integração gratuita com a rede de ônibus municipais (Bilhete único)                                                               |
| ---   | Metrô Pedro II         | Integração paga com a Linha 3 do Metrô de São Paulo                                                                               |
| ---   | Luís Gama              | Em estudo |
| ---   | Ana Neri               | |
| ---   | Alberto Lion           | |
| ---   | Cipriano Barata        | Em estudo |
| ---   | C.A.Ypiranga           | |
| ---   | Ipiranga               | Em estudo, futura integração paga com a Linha 10 do Trem Metropolitano de São Paulo e com a futura Linha 15 do Metrô de São Paulo |
| ---   | Dianópolis             | Desativada |
| ---   | Terminal Vila Prudente | Integração paga com a Linha 2 do Metrô de São Paulo e Linha 15 do Metrô de São Paulo                                              |

#### Trechos cancelados
A parte substituída pelo monotrilho da Linha 15 - Prata  ligaria o Terminal Vila Prudente ao Terminal São Mateus passando pelo Terminal Sapopemba - Teotônio Vilela. Ele contaria com 12 km de extensão e seria formado por 21 estações. havendo integração gratuita com a rede de ônibus municipais nos terminais Sapopemba -Teotônio Vilela e São Mateus. Existia ainda um projeto para a construção do Terminal Parque São Lucas entre os Terminais Vila Prudente e Sapopemba -Teotônio Vilela, localizado no cruzamento da Avenida Professor Luís Inácio de Anhaia Melo com a Rua Emílio Jafet Filho. Haveria também um trecho até o Terminal Cidade Tiradentes, a partir do Terminal São Mateus seguindo pela Avenida Ragueb Chohfi e Estrada do Iguatemi.
| Sigla | Estação                            | Comentários |
| ----- | ---------------------------------- | --- |
| ---   | Rui Roxo                           | Substituída pelo projeto da Linha 15 - Prata do Metrô em Monotrilho                                                                             |
| ---   | Vila Alpina                        | Substituída pelo projeto da Linha 15 - Prata do Metrô em Monotrilho                                                                             |
| ---   | Alberto Ramos                      | Substituída pelo projeto da Linha 15 - Prata do Metrô em Monotrilho                                                                             |
| ---   | Ribeirópolis                       | Substituída pelo projeto da Linha 15 - Prata do Metrô em Monotrilho                                                                             |
| ---   | Lessing                            | Substituída pelo projeto da Linha 15 - Prata do Metrô em Monotrilho                                                                             |
| ---   | Maria Fett                         | Substituída pelo projeto da Linha 15 - Prata do Metrô em Monotrilho                                                                             |
| ---   | Francisco Fett                     | Substituída pelo projeto da Linha 15 - Prata do Metrô em Monotrilho                                                                             |
| ---   | Carlos Cesar                       | Substituída pelo projeto da Linha 15 - Prata do Metrô em Monotrilho                                                                             |
| ---   | Praça Mendel                       | Substituída pelo projeto da Linha 15 - Prata do Metrô em Monotrilho                                                                             |
| ---   | Angical do Piauí                   | Substituída pelo projeto da Linha 15 - Prata do Metrô em Monotrilho                                                                             |
| ---   | Manuel de Arruda                   | Substituída pelo projeto da Linha 15 - Prata do Metrô em Monotrilho                                                                             |
| ---   | Tristão de A. Araripe              | Substituída pelo projeto da Linha 15 - Prata do Metrô em Monotrilho                                                                             |
| ---   | Frederico M. C. Carvalho           | Substituída pelo projeto da Linha 15 - Prata do Metrô em Monotrilho                                                                             |
| ---   | Milton da Cruz                     | Substituída pelo projeto da Linha 15 - Prata do Metrô em Monotrilho                                                                             |
| ---   | Custódio de Sá Faria               | Substituída pelo projeto da Linha 15 - Prata do Metrô em Monotrilho                                                                             |
| ---   | Terminal Sapopemba/Teotônio Vilela | Substituída pelo projeto da Linha 15 - Prata do Metrô em Monotrilho                                                                             |
| ---   | Arq. Vilanova Artigas              | Substituída pelo projeto da Linha 15 - Prata do Metrô em Monotrilho                                                                             |
| ---   | João Rodrigues Rui                 | Substituída pelo projeto da Linha 15 - Prata do Metrô em Monotrilho                                                                             |
| ---   | Augustin Luberti                   | Substituída pelo projeto da Linha 15 - Prata do Metrô em Monotrilho                                                                             |
| ---   | Manuel Quirino                     | Substituída pelo projeto da Linha 15 - Prata do Metrô em Monotrilho                                                                             |
| ---   | Ribeiro Duarte                     | Substituída pelo projeto da Linha 15 - Prata do Metrô em Monotrilho                                                                             |
| ---   | Terminal São Mateus                | Integração paga com o Corredor Metropolitano São Mateus - Jabaquara da EMTU Substituída pelo projeto da Linha 15 - Prata do Metrô em Monotrilho |
| ---   | Olavo Faggin                       | Substituída pelo projeto da linha 15 - Prata do Metrô em Monotrilho                                                                             |
| ---   | Forte do Rio Negro                 | Substituída pelo projeto da linha 15 - Prata do Metrô em Monotrilho                                                                             |
| ---   | Aricanduva                         | Substituída pelo projeto da linha 15 - Prata do Metrô em Monotrilho                                                                             |
| ---   | Forte do Triunfo                   | Substituída pelo projeto da linha 15 - Prata do Metrô em Monotrilho                                                                             |
| ---   | João Lobo                          | Substituída pelo projeto da linha 15 - Prata do Metrô em Monotrilho                                                                             |
| ---   | Jacú-Pessego                       | Substituída pelo projeto da linha 15 - Prata do Metrô em Monotrilho                                                                             |
| ---   | Francisco Barbosa                  | Substituída pelo projeto da linha 15 - Prata do Metrô em Monotrilho                                                                             |
| ---   | Folclore Infantil                  | Substituída pelo projeto da linha 15 - Prata do Metrô em Monotrilho                                                                             |
| ---   | Genaro Olavide                     | Substituída pelo projeto da linha 15 - Prata do Metrô em Monotrilho                                                                             |
| ---   | Vovó Carolina                      | Substituída pelo projeto da linha 15 - Prata do Metrô em Monotrilho                                                                             |
| ---   | Nascer do Sol                      | Substituída pelo projeto da linha 15 - Prata do Metrô em Monotrilho                                                                             |
| ---   | Marcio Beck                        | Substituída pelo projeto da linha 15 - Prata do Metrô em Monotrilho                                                                             |
| ---   | Sousa Ramos                        | Substituída pelo projeto da linha 15 - Prata do Metrô em Monotrilho                                                                             |
| ---   | Santiago                           | Substituída pelo projeto da linha 15 - Prata do Metrô em Monotrilho                                                                             |
| ---   | Terminal Cidade Tiradentes         | Substituída pelo projeto da linha 15 - Prata do Metrô em Monotrilho                                                                             |

### Andamento das obras
| Data                   | Trecho                  | Descrição                                              |
| ---------------------- | ----------------------- | ------------------------------------------------------ |
| Novembro de 2005       | Mercado ↔ Sacomã        | Reinício das obras - Expresso Tiradentes               |
| 17 de Dezembro de 2005 |                         | Início das obras do Terminal Sapopemba/Teotônio Vilela |
| 12 de Outubro de 2006  |                         | Inauguração do Terminal Sapopemba/Teotônio Vilela      |
| 19 de Outubro de 2006  | Mercado ↔ Vila Prudente | Início das obras na bifurcação da via elevada          |
| 9 de Novembro de 2006  | Mercado ↔ Sacomã        | Início dos testes operacionais                         |
| 8 de Março de 2007     | Mercado ↔ Sacomã        | Inauguração comercial                                  |
| 11 de Março de 2009    | Mercado ↔ Vila Prudente | Inauguração comercial                                  |

## Características do Sistema

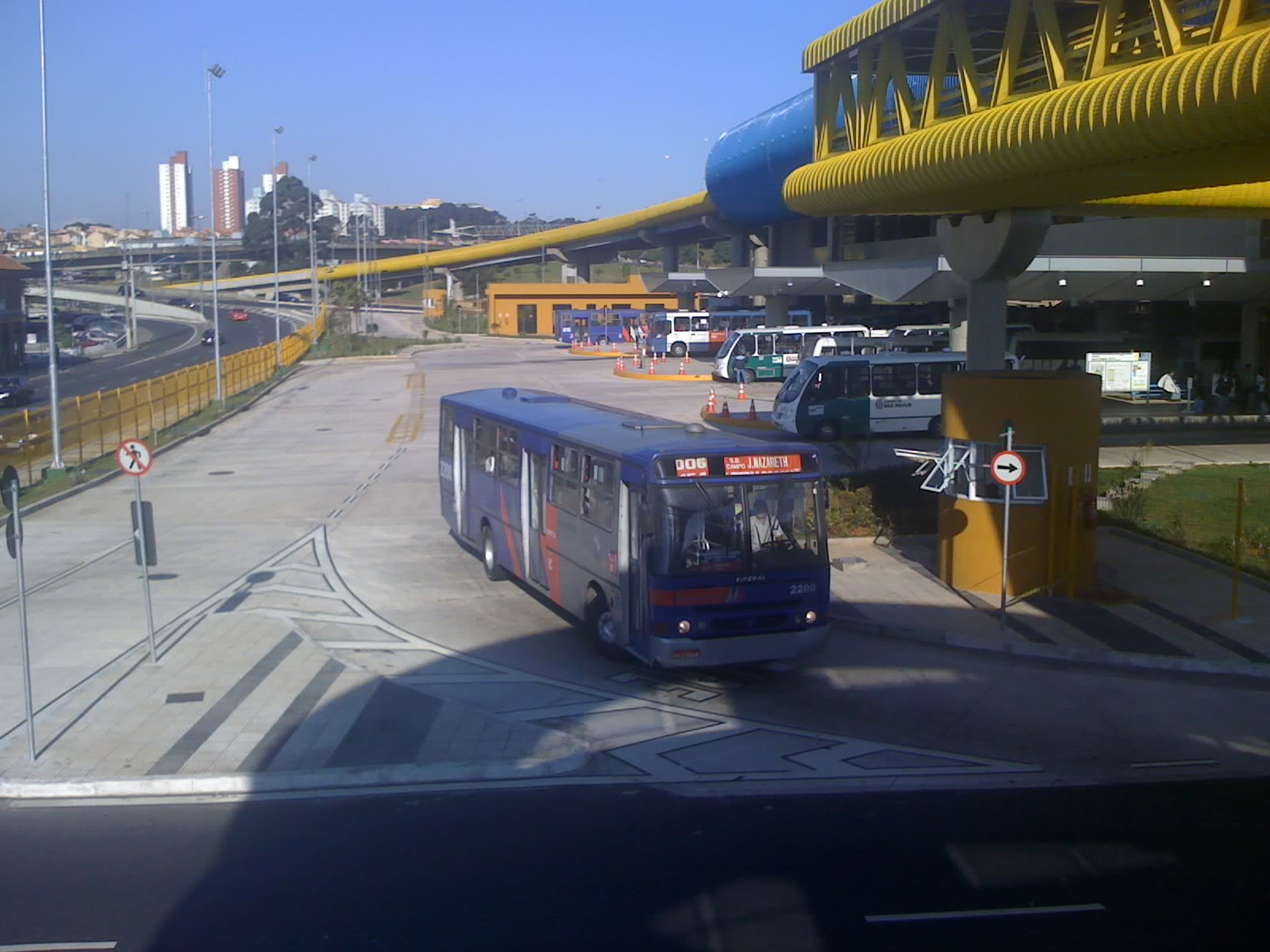
Terminal Sacomã

Suas estações não possuem pontos de ultrapassagem para os veículos, controle de intervalo entre veículos utilizando GPS instalado neles, bilheterias, centros de controle operacional, áreas de pré-embarque e banheiros públicos.
Em seu novo projeto o Expresso Tiradentes ligaria os bairros do Sacomã ao Parque Dom Pedro II e ligaria o Terminal Vila Prudente à Cidade Tiradentes, através do sistema metrô leve sobre pneus, entretanto por questões de demanda o trecho entre Vila Prudente e Cidade Tiradentes foi substituído pelo monotrilho da Linha 15 - Prata.
Atualmente é formado por vias exclusivas no modelo BRT, saindo do Parque Dom Pedro II, utilizando trechos sobre o tampão do Tamanduateí, antiga via elevada do VLT de São Paulo na Avenida do Estado até o Sacomã, e utilizando uma bifurcação faz ligação pela Avenida Professor Luís Inácio de Anhaia Melo ao Terminal Vila Prudente.

## Estações do sistema

### Trecho Mercado - Sacomã
- Terminal Mercado / integração com o Terminal Parque Dom Pedro II (SPTrans)
- Pedro II / integração com a Linha 3 do Metrô de São Paulo
- Ana Neri
- Alberto Lion
- C.A.Y - Clube Atlético Ypiranga
- Nossa Senhora Aparecida
- Rua do Grito
- Terminal Sacomã / integração com a Linha 2 do Metrô de São Paulo, SPTrans e EMTU-SP

### Trecho Mercado - Vila Prudente
- Terminal Mercado / integração com o Terminal Parque Dom Pedro II (SPTrans)
- Pedro II / integração com a Linha 3 do Metrô de São Paulo
- Ana Neri
- Alberto Lion
- C.A.Y - Clube Atlético Ypiranga
- Dianópolis
- Terminal Vila Prudente (SPTrans) / integração com a Linha 2 do Metrô de São Paulo e Linha 15 do Metrô de São Paulo

## Galeria de Fotos
|                 |  |                                                       |
|                 |  |                                                       |
| Terminal Sacomã |  | Expreso Tiradentes sobre a Rua das Juntas Provisórias |

## Imagens por satélite
Estação Mercado
 Estação Pedro II
 Estação Sacomã